# Siegmund von Prüstat
Siegmund von Prüstat (auch Siegmund von Prustat, Brestadt, Prigstat; Siegmund Faber, Fabri; * im 15. Jahrhundert in Prichsenstadt; † nach 1496) war ein Astrologe und prognostischer Schriftsteller in Diensten der Alten Universität Köln.

## Leben
Nur wenige Quellen berichten vom Leben des Siegmund von Prüstat, der im 15. Jahrhundert geboren wurde. Er stammte aus dem fränkischen Prichsenstadt, das im 15. Jahrhundert von König Wenzel an die Burggrafen von Nürnberg verpfändet war. 1481 tauchte er in der Matrikel der Universität Köln unter dem Namen „Segismundus Fabri de Brestadt“ auf. Er hatte sich an der dortigen Artistenfakultät eingeschrieben. Siegmund schloss das Studium mit einem Magistertitel ab.
Anschließend stieg er zum „Astrologus der hohen schul zu Cöln“ und damit zum Universität-Astrologen auf. Als solcher war er für die Erstellung von kalendarischen Berechnungen und Prognosen für die Verantwortlichen in der Stadt Köln zuständig. Die große Bedeutung seiner Prognostiken wurde durch ihre Übersetzung belegt. Die sogenannte Practica Colonensis von 1493 ist König Vladislav II. von Böhmen und Ungarn gewidmet und kann auch in einer tschechischen Ausgabe nachgewiesen werden. Letztmals trat Siegmund von Prüstat im Jahr 1496 als Astrologe in Erscheinung.

## Werke (Auswahl)
- Almanach auf das Jahr 1493. Johann Kachelofen, Ingolstadt 1493.
- Practica Coloniensis von Coeln. Peter Wagner, Nürnberg und Reutlingen 1493. tschechische Übersetzung: Practika Colinska z Colina Raynu Mistra Zikmundowa z prusstatu. Drucker des Koranda-Beneda, Prag 1493.
- Practica coloniensis magistri sigismundi von prustat. Peter Wagner, Nürnberg 1496.[1]